# Thomas Klay
Thomas Klay (28 giugno 1961) è un giocatore di curling svizzero.

## Biografia
Partecipò ai XVI Giochi olimpici invernali, edizione disputata a Albertville (Francia) nel 1992, riuscendo ad ottenere la prima posizione per la squadra svizzera con i connazionali Jürg Dick, Robert Hürlimann, Urs Dick e Peter Däppen.
In quell'edizione la nazionale norvegese si classificò seconda e la statunitense terza. La competizione ebbe lo status di sport dimostrativo.